# Церковь Покрова Пресвятой Богородицы (Городец)
Це́рковь Покрова́ Пресвято́й Богоро́дицы (Покровский храм) — православный храм в городе Городце Нижегородской области. Относится к Городецкой епархии Русской православной церкви.
Представляет собор однокупольную постройку в стиле классицизма с небольшой двухпридельной трапезной (Казанский и Всехсвятский приделы) и колокольней под шпилем.

## История

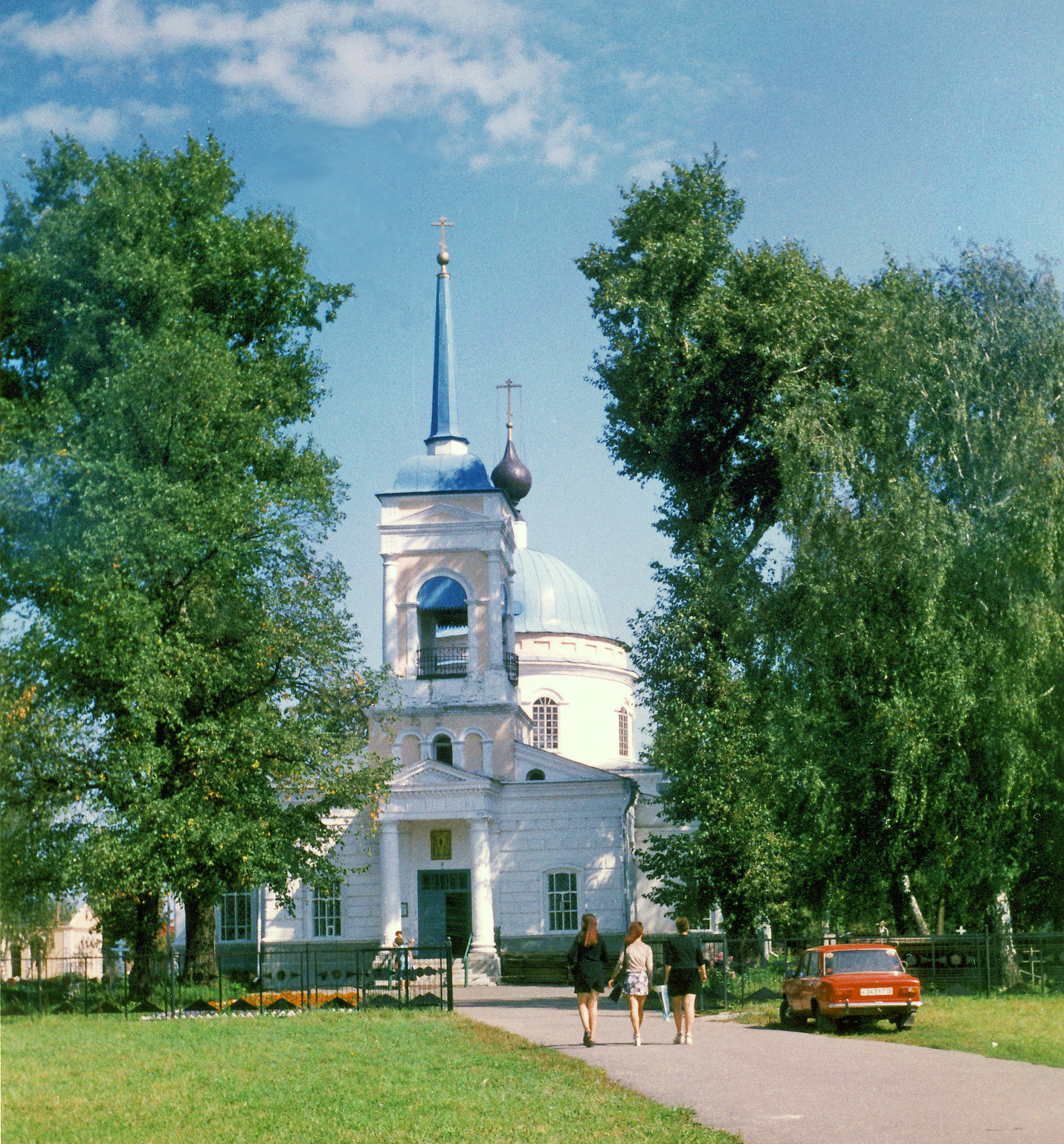
Церковь в 2001 году

Церковь была построена в 1824 году на деньги прихожан в честь победы в Отечественной войне 1812 года. Архитектором был Иван Ефимов. Храм стал первым каменным монументальным сооружением в Городце времени классицизма.
Церковь в честь Покрова Пресвятой Богородицы входила в состав Городецого Феодоровского монастыря.
в 1940 году храм был закрыт и превращён в склад, здесь хранили соль.
В 1984—1992 годах храм реставрировали.
Богослужения возобновились с 14 октября 1992 года.
Храм вновь освящён митрополитом Нижегородским и Арзамасским Николаем (Кутеповым) в 1996 году.
В 2003 году храм был расписан палехскими мастерами.

## Духовенство
- Настоятель храма — иерей Илья Тюрин
- Протоиерей Георгий Каратецкий
- Иерей Николай Чирков[1]

## Примечание
1. ↑  Духовенство | Храм Покрова Пресвятой Богородицы г. Городец. pokrovpb.cerkov.ru. Дата обращения: 26 июня 2021. Архивировано 26 июня 2021 года.